# Castelo de Kletsk

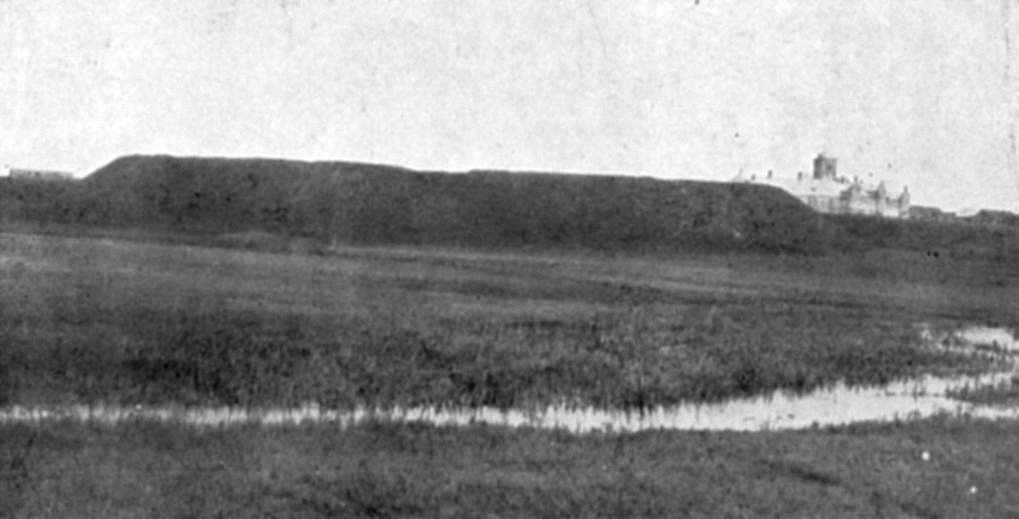
Local do castelo, década de 1920

O Castelo de Kletsk foi um castelo na Bielorrússia. Foi completamente destruído pelos suecos em 1706.